# Oncopodura pegyi
Oncopodura pegyi is een springstaartensoort uit de familie van de Oncopoduridae. De wetenschappelijke naam van de soort is voor het eerst geldig gepubliceerd in 1994 door Gruia.